# Herbita rufa
Herbita rufa là một loài bướm đêm trong họ Geometridae.